# Tour de Suisse 2025
Die Tour de Suisse 2025 war die 88. Austragung des Schweizer Etappenrennens. Das Radrennen fand vom 15. bis zum 22. Juni im Rahmen von acht Etappen statt und war Teil der UCI WorldTour 2025. Im Jahr 2025 überschnitt sich die Rundfahrt mit dem Critérium du Dauphiné, das ebenfalls als wichtiges Vorbereitungsrennen für die Tour de France gilt.
Den Gesamtsieg sicherte sich der Portugiese João Almeida (UAE Team Emirates-XRG) der sich mit einem Vorsprung von einer Minute und sieben Sekunden vor Kévin Vauquelin (Arkéa-B&B Hotels) durchsetzte. Der Franzose setzte sich zugleich als Gesamtzweiter in der Nachwuchswertung durch. Der dritte Gesamtrang ging an Oscar Onley (Team Picnic PostNL) mit einem Rückstand von einer Minute und 58 Sekunden. Mit drei Etappensiegen gewann João Almeida auch die Punktewertung, während sich Alexander Wlassow (Red Bull-Bora-hansgrohe) in der Bergwertung durchsetzte. Die Mannschaftswertung sicherte sich das Team Israel-Premier Tech.
Zum zweiten Mal gewann der erste Fahrer auf dem höchsten Punkt der Tour den «#rideforgino Bergpreis». Zudem wurde am 19. Juni am Albulapass eine Gedenkstätte für den verstorbenen Fahrer Gino Mäder eingeweiht.

## Streckenführung
Insgesamt mussten die Fahrer auf acht Etappen 1282,8 Kilometer zurück. Es standen drei hüglige Etappen und vier Bergankünfte sowie ein Bergzeitfahren auf dem Programm. Die Rundfahrt begann mit einem hügligen Rundkurs im Kanton Schwyz, wobei Küssnacht als Start- und Zielort dient. Bereits am zweiten Etappentag fand die erste kleine Bergankunft beim Schwarzsee (1052 m) in den Freiburger Voralpen statt. Am dritten Tag führte die Strecke ins östliche Heiden, wo im Finale drei Steigungen befahren werden mussten. Das Ziel befand sich dabei erneut am Ende eines kurzen Anstiegs. Die vierte Etappe endete im italienischen Piuro, nachdem mit dem Splügenpass (2114 m) der höchste Punkt der 88. Austragung überquert worden war. Tags drauf ging es von La Punt über den Julierpass und San-Bernardino-Pass nach Santa Maria in Calanca, wo die erste echte Bergankunft auf einer Höhe von 944 Metern stattfand. Die sechste Etappe führte die Fahrer auf meist flachen Strassen aus den Alpen ins nördliche Neuhausen am Rheinfall. Am siebten Etappentag ging es jedoch zurück ins Gebirge, wobei eine weitere Bergankunft in Emmetten (760 m) am Südufer des Vierwaldstättersees abgehalten wurde. Zum Abschluss führte ein 10,1 Kilometer langes Bergzeitfahren von Beckenried auf die Stockhütte (1272 m), wobei die durchschnittliche Steigung mehr als 8 % betrug.
| Etappe         | Datum             | Strecke                           | Typ                 | km     |
| -------------- | ----------------- | --------------------------------- | ------------------- | ------ |
| 1              | So, 15. Juni 2025 | Küssnacht – Küssnacht             | Mittelgebirgsetappe | 129,4  |
| 2              | Mo, 16. Juni 2025 | Aarau – Schwarzsee                | Hochgebirgsetappe   | 177,0  |
| 3              | Di, 17. Juni 2025 | Aarau – Heiden                    | Mittelgebirgsetappe | 195,6  |
| 4              | Mi, 18. Juni 2025 | Heiden – Piuro                    | Hochgebirgsetappe   | 193,2  |
| 5              | Do, 19. Juni 2025 | La Punt – Santa Maria in Calanca  | Hochgebirgsetappe   | 183,5  |
| 6              | Fr, 20. Juni 2025 | Chur – Neuhausen am Rheinfall     | Mittelgebirgsetappe | 186,7  |
| 7              | Sa, 21. Juni 2025 | Neuhausen am Rheinfall – Emmetten | Hochgebirgsetappe   | 207,3  |
| 8              | So, 22. Juni 2025 | Beckenried – Stockhütte           | Bergzeitfahren      | 10,1   |
| Gesamtdistanz: | Gesamtdistanz:    | Gesamtdistanz:                    | Gesamtdistanz:      | 1282,8 |

## Reglement
Im Rahmen der 88. Auflage wurden Trikots für die Gesamtwertung (gelb), Punktewertung (schwarz), Bergwertung (rot) und Nachwuchswertung (weiss) vergeben. Für die Teamwertung wurden die Zeiten der drei besten Fahrer pro Etappe zusammengezählt. Während der Etappen gab es die Möglichkeit, Zeitbonifikationen zu gewinnen, um sich in der Gesamtwertung zu verbessern. Die genaue Vergabe der Punkte für die Punkte- und Bergwertung wird in der folgenden Tabelle erklärt:
|               |                    | 1. | 2. | 3. | 4. | 5. | Platz    |
| Punktewertung | Zielankunft        | 12 | 8  | 6  | 4  | 2  | Punkte   |
| Punktewertung | 2. Zwischensprint  | 10 | 6  | 4  |    |    | Punkte   |
| Bergwertung   | HC-Kategorie       | 20 | 15 | 10 | 6  | 4  | Punkte   |
| Bergwertung   | 1. Kategorie       | 12 | 8  | 6  | 4  | 2  | Punkte   |
| Bergwertung   | 3. Kategorie       | 3  | 2  | 1  |    |    | Punkte   |
| Bonussekunden | Zielankunft        | 10 | 6  | 4  |    |    | Sekunden |
| Bonussekunden | Tissot Kilometer * | 3  | 2  | 1  |    |    | Sekunden |

## Teilnehmende Mannschaften und Fahrer
Neben den 18 UCI WorldTeams gingen auch 4 UCI ProTeams bei der Rundfahrt an den Start. Für jedes Team waren sieben Fahrer startberechtigt.
Mit João Almeida (UAE Team Emirates), Geraint Thomas, Laurens De Plus (beide Ineos Grenadiers), Ben O’Connor (Team Jayco AlUla), Felix Gall (Decathlon AG2R La Mondiale Team), Alexander Wlassow (Red Bull-Bora-hansgrohe), Tao Geoghegan Hart (Lidl-Trek), Michael Woods, Matthew Riccitello, Joseph Blackmore (alle Israel-Premier Tech), Lorenzo Fortunato (XDS Astana Team), Oscar Onley (Team Picnic PostNL), Pello Bilbao (Bahrain Victorious), Ilan Van Wilder (Soudal Quick-Step) und Ion Izagirre (Cofidis) standen mehrere bekannte Rundfahrt-Spezialisten am Start der 88. Austragung.
Aufgrund des profilierten Terrains standen mit Arnaud De Lie (Lotto), Jordi Meeus (Red Bull-Bora-hansgrohe), Pavel Bittner (Team Picnic PostNL) und Madis Mihkels (EF Education-EasyPost) nur wenige reine Sprinter am Start. Hinzukamen jedoch zahlreiche weitere endschnelle Fahrer wie Marc Hirschi (Tudor Pro Cycling Team), Romain Grégoire (Groupama-FDJ), Jan Christen (UAE Team Emirates-XRG) und Paul Lapeira (Decathlon AG2R La Mondiale Team), die sich auch auf den hügligeren Etappen Chancen auf einen Etappensieg ausrechnen konnten.
| UCI WorldTeams | UCI WorldTeams                  | UCI WorldTeams | UCI WorldTeams          | UCI WorldTeams | UCI WorldTeams          | UCI ProTeams | UCI ProTeams           |
| -------------- | ------------------------------- | -------------- | ----------------------- | -------------- | ----------------------- | ------------ | ---------------------- |
| ADC            | Alpecin-Deceuninck              | IGD            | Ineos Grenadiers        | DFP            | Team Picnic PostNL      | IPT          | Israel-Premier Tech    |
| ARK            | Arkéa-B&B Hotels                | GFC            | Intermarché-Wanty       | TVL            | Team Visma-Lease a Bike | LOT          | Lotto                  |
| TBV            | Bahrain Victorious              | LTK            | Lidl-Trek               | UAD            | UAE Team Emirates-XRG   | Q36          | Q36.5 Pro Cycling Team |
| COF            | Cofidis                         | MOV            | Movistar Team           | XAT            | XDS Astana Team         | TUD          | Tudor Pro Cycling Team |
| DAT            | Decathlon AG2R La Mondiale Team | RBH            | Red Bull-Bora-hansgrohe |                |                         |              |                        |
| EFE            | EF Education-EasyPost           | SOQ            | Soudal Quick-Step       |                |                         |              |                        |
| GFC            | Groupama-FDJ                    | JAY            | Team Jayco AlUla        |                |                         |              |                        |

## Rennverlauf und Ergebnisse
Auf der 1. Etappe setzte sich eine grosse Ausreissergruppe durch, wobei das Hauptfeld das Ziel mit einem Rückstand von drei Minuten und zwölf Sekunden erreichte. Den Etappensieg sicherte sich der Franzose Romain Grégoire (Groupama-FDJ), der sich rund 13 Kilometer vor dem Ziel in einer nassen Abfahrt von seinen Fluchtgefährten absetzte. 20 Sekunden hinter dem Etappensieger erreichten Kévin Vauquelin (Arkeá-B&B Hotels), Bart Lemmen (Visma-Lease a Bike) und Julian Alaphilippe (Tudor) das Ziel, ehe Ben O’Connor (Team Jayco AlUla) eine weitere Gruppe mit einem Rückstand von einer Minute und sieben Sekunden über den Zielstrich führte.
Die 2. Etappe endete in einem Massensprint, den der Italiener Vincenzo Albanese (EF Education-EasyPost) vor Fabio Christen (Q36.5) und Lewis Askey (Groupama-FDJ) gewann. Die kleine Bergankunft beim Schwarzsee erwies sich dabei als wenig selektiv. Romain Grégoire sicherte sich beim Tissot Kilometer eine Bonussekunde und baute seinen Vorsprung in der Gesamtwertung somit auf 25 Sekunden aus.
Die 3. Etappe gewann der US-Amerikaner Quinn Simmons (Lidl-Trek), der sich rund 19 Kilometer vor dem Ziel von der Ausreissergruppe absetzte und das Ziel mit einem Vorsprung von 18 Sekunden erreichte. João Almeida (UAE Team Emirates-XRG) führte das reduzierte Hauptfeld über den Zielstrich und sicherte sich somit sechs Bonussekunden. Der dritte Platz ging an Oscar Onley (Picnic PostNL), der sich vier Sekunden gutschreiben ließ. Als Vierter verteidigte Romain Grégoire das Gelbe Trikot. João Almeida lag als 18. der Gesamtwertung nun drei Minuten und 17 Sekunden zurück. Der Verlierer des Tages war der Brite Geraint Thomas (Ineos Grenadiers), der nach einem Sturz 15 Minuten verlor.
Auf der 4. Etappe setzte sich João Almeida bereits rund 39 Kilometer vor dem Ziel im Anstieg des Splügenpass von den restlichen Fahrern ab. Er gewann den Abschnitt schlussendlich mit einem Vorsprung von 40 Sekunden vor Oscar Onley. Platz drei ging mit einem Rückstand von 42 Sekunden an Ben O’Connor. Kévin Vauquelin, Romain Grégoire und Felix Gall (Decathlon AG2R La Mondiale) büßten eine Minute ein, ehe eine Gruppe mit Ilan Van Wilder (Soudal Quick-Step), Clément Champoussin (XDS Astana), Julian Alaphilippe, Lennard Kämna (Lidl-Trek), Pablo Castrillo (Movistar) und Matthew Riccitello (Israel-Premier Tech) zwei weitere Sekunden verlor. Die weiteren Fahrer wiesen bereits Rückstände von mehr als vier Minuten auf. Romain Grégoire verteidigte seine Gesamtführung vor Kévin Vauquelin, während sich Julian Alaphilippe auf den dritten Gesamtrang schob. João Almeida lag nach seinem Etappensieg als Gesamtsiebter noch zwei Minuten und sieben Sekunden zurück.
Auf der 5. Etappe musste Romain Grégoire die Gesamtführung abgeben, nachdem er bereits in der ersten Auffahrt des Schlussanstiegs distanziert wurde und viel Zeit verlor. Der Etappensieg ging an Oscar Onley, der sich im Sprint vor João Almeida durchsetzte. Dahinter folgten Felix Gall und Kévin Vauquelin mit Rückständen von 23 bzw. 57 Sekunden. Damit übernahm Kévin Vauquelin das Gelbe Trikot, wobei sein Vorsprung gegenüber Julian Alaphilippe 29 Sekunden betrug, der die Etappe als Siebter beendete. João Almeida rückte unterdessen auf den dritten Gesamtrang vor und lag nur noch 39 Sekunden zurück.
Die 6. Etappe endete in einem Massensprint, den Jordi Meeus (Red Bull-Bora-hansgrohe) vor Davide Ballerini (XDS Astana) und Lewis Askey (Groupama-FDJ) gewann. In der Gesamtwertung kam es zu keinen nennenswerten Veränderungen.
Die 7. Etappe endete in einem Bergsprint, den João Almeida vor Oscar Onley und Kévin Vauquelin gewann. Aufgrund der Zeitbonifikationen ging Kévin Vauquelin nun mit einem Vorsprung von 33 Sekunden gegenüber João Almeida ins abschließende Bergzeitfahren. Julian Alaphilippe rutschte auf den dritten Gesamtrang ab und lag nun 41 Sekunden zurück.
Auf der abschließenden 8. Etappe feierte João Almeida seinen dritten Etappensieg und fixierte zugleich den Gesamtsieg. Der Portugiese setzte sich mit einem Vorsprung von 25 Sekunden vor Felix Gall durch, während Oscar Onley als Dritter bereits einen Rückstand von einer Minute und 12 Sekunden aufwies. Kévin Vauquelin beendete das Bergzeitfahren zur Stockhütte auf dem vierten Rang und verlor eine Minute und 40 Sekunden. João Almeida gewann die Tour de Suisse letztlich mit einem Vorsprung von einer Minute und sieben Sekunden vor Kévin Vauquelin. Oscar Onley wurde mit einem Rückstand von einer Minute und 58 Sekunden Gesamtdritter.

### Etappe 1: Küssnacht – Küssnacht (129,4km)
Die erste Etappe wurde auf zwei Rundkursen ausgetragen, die vom Ausgangspunkt Küssnacht in den Kanton Luzern bzw. Kanton Schwyz führten. Der erste Rundkurs war rund 40 Kilometer lang und wurde zu Beginn und am Ende der Etappe absolviert. Zunächst ging es entlang des Vierwaldstättersees in Richtung Süden, ehe die Fahrer rechts auf die Adligenswilerstrasse (594 m) abbogen, an deren Ende nach 6,5 Kilometern eine Bergwertung der 3. Kategorie abgenommen wurde. Über Adligenswil ging es im Anschluss bergab nach Ebikon, bevor die Hauptstrasse 4 flach nach Root führte. Nun folgte der zweite Anstieg der 2. Kategorie auf der Michaelskreuzstrasse (777 m), wobei die Kuppe nach 24,5 Kilometern zum ersten Mal passiert wurde. Über Udligenswil und die Adligenswilerstrasse ging es im weiteren Verlauf zurück nach Küssnacht, wo die erste Zieldurchfahrt nach rund 40 Kilometern erfolgte. Im Anschluss ging es auf den zweiten Rundkurs, der rund 50 Kilometer lang war und zunächst auf flachen Strassen entlang des Nordufers des Vierwaldstättersees nach Ingenbohl führte. Danach ging es vorbei am Lauerzersee, über Goldau und das Südufer des Zugersee zurück nach Küssnacht. Kurz nach Arth wurde dabei nach 80,6 Kilometern der Tissot Kilometer erreicht. Der Zwischensprint wurde nach 90,8 Kilometern bei der zweiten Zielpassage ausgefahren. Zum Abschluss ging es nun nochmals auf den ersten Rundkurs, wobei die beiden Bergwertungen 32,7 bzw. 14,7 Kilometer vor dem Ziel passiert wurden.
| Platz | Fahrer              | Nation | Team                    | Zeit                   |
| ----- | ------------------- | ------ | ----------------------- | ---------------------- |
| 01.   | Romain Grégoire     | FRA    | Groupama-FDJ            | 2:50:15 h (45,60 km/h) |
| 02.   | Kévin Vauquelin     | FRA    | Arkeá-B&B Hotels        | + 0:20 min             |
| 03.   | Bart Lemmen         | NED    | Team Visma-Lease a Bike | "                      |
| 04.   | Julian Alaphilippe  | FRA    | Tudor Pro Cycling Team  | "                      |
| 05.   | Ben O’Connor        | AUS    | Team Jayco AlUla        | + 1:07 min             |
| 06.   | Felix Großschartner | AUT    | UAE Team Emirates-XRG   | "                      |
| 07.   | Pablo Castrillo     | ESP    | Movistar Team           | "                      |
| 08.   | Lennard Kämna       | GER    | Lidl-Trek               | "                      |
| 09.   | Rainer Kepplinger   | AUT    | Bahrain Victorious      | "                      |
| 010.  | Nicola Conci        | ITA    | XDS Astana Team         | + 1:26 min             |

| Platz | Fahrer              | Nation | Team                    | Zeit       |
| ----- | ------------------- | ------ | ----------------------- | ---------- |
| 01.   | Romain Grégoire     | FRA    | Groupama-FDJ            | 2:50:05 h  |
| 02.   | Kévin Vauquelin     | FRA    | Arkeá-B&B Hotels        | + 0:24 min |
| 03.   | Bart Lemmen         | NED    | Team Visma-Lease a Bike | + 0:26 min |
| 04.   | Julian Alaphilippe  | FRA    | Tudor Pro Cycling Team  | "          |
| 05.   | Ben O’Connor        | AUS    | Team Jayco AlUla        | + 1:17 min |
| 06.   | Felix Großschartner | AUT    | UAE Team Emirates-XRG   | "          |
| 07.   | Pablo Castrillo     | ESP    | Movistar Team           | "          |
| 08.   | Lennard Kämna       | GER    | Lidl-Trek               | "          |
| 09.   | Rainer Kepplinger   | AUT    | Bahrain Victorious      | "          |
| 10.   | Ben Swift           | GBR    | Ineos Grenadiers        | + 1:32 min |

### Etappe 2: Aarau – Schwarzsee (177 km)
Die zweite Etappe führte von Aarau nach Schwarzsee, wo sich das Ziel nach einem kurzen, flachen Schlussanstieg auf einer Höhe von 1052 Metern befand. Die ersten 100 Kilometer verliefen dabei grossteils flach, wobei auf dem Weg nach Südwesten Zofingen, Langenthal, Burgdorf, Worb und Münsingen durchfahren wurden. Im Anschluss begann die Strasse erstmals länger anzusteigen und führte nach Riggisberg, wo jedoch keine Bergwertung abgenommen wurde. Kurz vor Schwarzenburg erfolgte nach 117,2 Kilometern der Zwischensprint, ehe die Fahrer eine zusätzliche Schleife über Guggisberg (1117 m) absolvierten. Hier wurde nach 126,7 Kilometern eine Bergwertung der 2. Kategorie abgenommen. Nachdem Schwarzenburg ein zweites Mal durchfahren worden war, erfolgte nach der Überquerung der Sodbachbrücke der Anstieg von Heitenried (769 m), wo nach 140,5 Kilometern eine Bergwertung der 3. Kategorie ausgefahren wurde. Kurz drauf erreichten die Fahrer vor Tafers den Tissot Kilometer nach 146,8 gefahrenen Kilometern. Im Finale ging es von Giffers nach Rechthalten (874 m). Hier erfolgte 16,3 Kilometer vor dem Ziel die letzte Bergwertung der 3. Kategorie, bevor es bergab nach Plaffeien ging. Entlang der Warmen Sense ging es nun auf den letzten fünf Kilometern bergauf zum Schwarzsee, wobei nur die letzten Meter leicht abschüssig verliefen.
| Platz | Fahrer                | Nation | Team                            | Zeit                   |
| ----- | --------------------- | ------ | ------------------------------- | ---------------------- |
| 01.   | Vincenzo Albanese     | ITA    | EF Education-EasyPost           | 3:55:57 h (45,01 km/h) |
| 02.   | Fabio Christen        | SUI    | Q36.5 Pro Cycling Team          | "                      |
| 03.   | Lewis Askey           | GBR    | Groupama-FDJ                    | "                      |
| 04.   | Quinn Simmons         | USA    | Lidl-Trek                       | "                      |
| 05.   | Danny van Poppel      | NED    | Red Bull-Bora-hansgrohe         | "                      |
| 06.   | Paul Lapeira          | FRA    | Decathlon AG2R La Mondiale Team | "                      |
| 07.   | Pello Bilbao          | ESP    | Bahrain Victorious              | "                      |
| 08.   | Nicolò Buratti        | ITA    | Bahrain Victorious              | "                      |
| 09.   | Gal Glivar            | SLO    | Alpecin-Deceuninck              | "                      |
| 10.   | Fabio Van den Bossche | BEL    | Alpecin-Deceuninck              | "                      |

| Platz | Fahrer              | Nation | Team                    | Zeit       |
| ----- | ------------------- | ------ | ----------------------- | ---------- |
| 01.   | Romain Grégoire     | FRA    | Groupama-FDJ            | 6:46:01 h  |
| 02.   | Kévin Vauquelin     | FRA    | Arkeá-B&B Hotels        | + 0:25 min |
| 03.   | Bart Lemmen         | NED    | Team Visma-Lease a Bike | + 0:27 min |
| 04.   | Julian Alaphilippe  | FRA    | Tudor Pro Cycling Team  | "          |
| 05.   | Ben O’Connor        | AUS    | Team Jayco AlUla        | + 1:18 min |
| 06.   | Felix Großschartner | AUT    | UAE Team Emirates-XRG   | "          |
| 07.   | Lennard Kämna       | GER    | Lidl-Trek               | "          |
| 08.   | Pablo Castrillo     | ESP    | Movistar Team           | "          |
| 09.   | Rainer Kepplinger   | AUT    | Bahrain Victorious      | "          |
| 10.   | Ben Swift           | GBR    | Ineos Grenadiers        | + 1:33 min |

### Etappe 3: Aarau – Heiden (195,6 km)
Die dritte Etappe führte von Aarau ins östliche Heiden, wobei im Finale mehrere Steigungen absolviert werden mussten. Wie bereits am Vortag wiesen die ersten 150 Kilometer keine grösseren Schwierigkeiten auf, wobei die Strecke etwas profilierter war. Nach dem Start ging es entlang der Aare nach Brugg, ehe Zürich und Winterthur im Norden umfahren wurden. Über Aadorf und Bazenheid führte die Strecke nun zum Tissot Kilometer, der nach 130,3 Kilometern kurz vor Wolfertswil erreicht wurde. Weiters ging es über Herisau nach Appenzell, wobei zuvor bei Kilometer 154,3 der Zwischensprint ausgefahren wurde. Nach einer längeren Abfahrt begann die Strasse in Altstätten erstmals länger und stärker anzusteigen und führte zur Bergwertung Knollhausen (793 m), die sich auf der Heidenerstrasse befand. Hier wurde 17,3 Kilometer vor dem Ziel eine Bergwertung der 2. Kategorie abgenommen. Nach einer kurzen Abfahrt begann kurz vor Berneck eine weitere Steigung, die auf der schmalen Tigelbergstrasse zur Bergwertung von Büriswilen (656 m) führte. Diese galt als Bergwertung der 3. Kategorie und wurde erst 10,2 Kilometer vor dem Ziel passiert, ehe es auf einem leicht ansteigenden Plateau über Walzenhausen nach Wolfhalden ging. Die letzten 3500 Meter steigen wiesen nun auf dem Weg nach Heiden geringe Steigungsprozente auf.
| Platz | Fahrer              | Nation | Team                            | Zeit                   |
| ----- | ------------------- | ------ | ------------------------------- | ---------------------- |
| 01.   | Quinn Simmons       | USA    | Lidl-Trek                       | 4:39:42 h (41,95 km/h) |
| 02.   | João Almeida        | POR    | UAE Team Emirates-XRG           | + 0:18 min             |
| 03.   | Oscar Onley         | GBR    | Team Picnic PostNL              | "                      |
| 04.   | Romain Grégoire     | FRA    | Groupama-FDJ                    | "                      |
| 05.   | Kévin Vauquelin     | FRA    | Arkeá-B&B Hotels                | "                      |
| 06.   | Jan Christen        | SUI    | UAE Team Emirates-XRG           | "                      |
| 07.   | Fabio Christen      | SUI    | Q36.5 Pro Cycling Team          | "                      |
| 08.   | Pello Bilbao        | ESP    | Bahrain Victorious              | "                      |
| 09.   | Felix Gall          | AUT    | Decathlon AG2R La Mondiale Team | "                      |
| 10.   | Clément Champoussin | FRA    | XDS Astana Team                 | "                      |

| Platz | Fahrer              | Nation | Team                    | Zeit       |
| ----- | ------------------- | ------ | ----------------------- | ---------- |
| 01.   | Romain Grégoire     | FRA    | Groupama-FDJ            | 11:26:01 h |
| 02.   | Kévin Vauquelin     | FRA    | Arkeá-B&B Hotels        | + 0:25 min |
| 03.   | Bart Lemmen         | NED    | Team Visma-Lease a Bike | + 0:27 min |
| 04.   | Julian Alaphilippe  | FRA    | Tudor Pro Cycling Team  | "          |
| 05.   | Ben O’Connor        | AUS    | Team Jayco AlUla        | + 1:18 min |
| 06.   | Felix Großschartner | AUT    | UAE Team Emirates-XRG   | "          |
| 07.   | Lennard Kämna       | GER    | Lidl-Trek               | "          |
| 08.   | Pablo Castrillo     | ESP    | Movistar Team           | "          |
| 09.   | Will Barta          | USA    | Movistar Team           | + 1:37 min |
| 10.   | Lorenzo Fortunato   | ITA    | XDS Astana Team         | "          |

### Etappe 4: Heiden – Piuro (193,2 km)
Die vierte Etappe führte von Heiden über den Splügenpass, ehe sie im italienischen Piuro zu Ende ging. Die ersten Kilometer führten von Heerbrugg über Altstätten, Buchs und Sargans nach Chur. Kurz folgten die Fahrer bei Domat/Ems dem Hinterrhein stromaufwärts weiter in Richtung Süden, wobei die Strasse allmählich zu steigen begann. In Sufers (1326 m) wurde nach 129,6 Kilometern beim Sufnersee eine Bergwertung der 3. Kategorie ausgefahren, ehe es etwas flacher nach Splügen ging. Hier bogen die Fahrer links auf die Passstrasse ab, wobei nach 137,3 Kilometern der Tissot Kilometer erreicht wurde. Nun folgten neun Kilometer bei einer Durchschnittssteigung von rund 7 %. Nach 146 Kilometern war schliesslich die Passhöhe des Splügenpass erreicht, wo eine Bergwertung der 1. Kategorie abgenommen wurde. Zugleich überquerten die Fahrer die italienische Landesgrenze. Nun folgte eine rund 35 Kilometer lange Abfahrt, die mehrere Flachstücke und Gegensteigungen beinhaltete. In Chiavenna wurde eine Zusatzschleife über die SP2 und SS36 absolviert, ehe 8,1 Kilometer vor dem Ziel der Zwischensprint erfolgte. Die letzten Kilometer führten im Anschluss bei leichten Steigungsprozenten nach Piuro.
| Platz | Fahrer              | Nation | Team                            | Zeit                   |
| ----- | ------------------- | ------ | ------------------------------- | ---------------------- |
| 01.   | João Almeida        | POR    | UAE Team Emirates-XRG           | 4:10:19 h (46,31 km/h) |
| 02.   | Oscar Onley         | GBR    | Team Picnic PostNL              | + 0:40 min             |
| 03.   | Ben O’Connor        | AUS    | Team Jayco AlUla                | + 0:42 min             |
| 04.   | Kévin Vauquelin     | FRA    | Arkéa-B&B Hotels                | + 1:00 min             |
| 05.   | Romain Grégoire     | FRA    | Groupama-FDJ                    | "                      |
| 06.   | Felix Gall          | AUT    | Decathlon AG2R La Mondiale Team | "                      |
| 07.   | Ilan Van Wilder     | BEL    | Soudal Quick-Step               | + 1:02 min             |
| 08.   | Clément Champoussin | FRA    | XDS Astana Team                 | "                      |
| 09.   | Julian Alaphilippe  | FRA    | Tudor Pro Cycling Team          | "                      |
| 10.   | Lennard Kämna       | GER    | Lidl-Trek                       | "                      |

| Platz | Fahrer              | Nation | Team                            | Zeit       |
| ----- | ------------------- | ------ | ------------------------------- | ---------- |
| 01.   | Romain Grégoire     | FRA    | Groupama-FDJ                    | 15:37:20 h |
| 02.   | Kévin Vauquelin     | FRA    | Arkéa-B&B Hotels                | + 0:25 min |
| 03.   | Julian Alaphilippe  | FRA    | Tudor Pro Cycling Team          | + 0:29 min |
| 04.   | Ben O’Connor        | AUS    | Team Jayco AlUla                | + 0:56 min |
| 05.   | Lennard Kämna       | GER    | Lidl-Trek                       | + 1:20 min |
| 06.   | Pablo Castrillo     | ESP    | Movistar Team                   | "          |
| 07.   | João Almeida        | POR    | UAE Team Emirates-XRG           | + 2:07 min |
| 08.   | Oscar Onley         | GBR    | Team Picnic PostNL              | + 2:53 min |
| 09.   | Felix Gall          | AUT    | Decathlon AG2R La Mondiale Team | + 3:23 min |
| 10.   | Clément Champoussin | FRA    | XDS Astana Team                 | + 3:25 min |

### Etappe 5: La Punt – Santa Maria in Calanca (183,5 km)
Die fünfte Etappe führte von La Punt über den Julierpass (2284 m) und San-Bernardino-Pass (2067 m) nach Santa Maria in Calanca, wo eine Bergankunft auf einer Höhe von 944 Metern stattfand. Nach rund 15 flachen Kilometern, die über St. Moritz zum Silvaplanersee führten, begann die Auffahrt auf den Julierpass, der auf einer Länge von 7,2 Kilometern mit einer durchschnittlichen Steigung von 6,7 % ansteigt. Auf der Passhöhe wurde nach 23,3 Kilometern eine Bergwertung der 1. Kategorie abgenommen, bevor es für rund 50 Kilometer grossteils bergab über Tiefencastel nach Thusis ging. Im Anschluss begann die Strasse wieder anzusteigen und führte bei leichten Steigungsprozenten über Sufers nach Splügen und weiter nach Nufenen, wo nach 106,1 Kilometern der Zwischensprint erfolgte. Kurz darauf begann die Auffahrt auf den San-Bernardino-Pass, der im Schnitt auf einer Länge von sieben Kilometer mit 6 % ansteigt. Auch hier wurde nach 117,5 Kilometern auf der Passhöhe eine Bergwertung der 1. Kategorie abgenommen. Die anschliessende rund 30 Kilometer lange Abfahrt führte die Fahrer ins Misox, ehe sie der Moesa weiter stromabwärts bis Grono folgten. Zuvor wurde bei Lostallo nach 149,2 Kilometern der Zwischensprint ausgefahren. Im Finale muss nun der Schlussanstieg zweimal absolviert werden, wobei die Bergwertung in Castaneda (783 m) abgenommen wurde. Der kleine Ort wurde dabei über die vier Kilometer lange Via Nadro erreicht, die über zahlreiche Kehren führt und im Schnitt mit 10 % ansteigt. Nach der ersten Auffahrt wurde eine Bergwertung der 1. Kategorie abgenommen, ehe es auf einer gut ausgebauten Strasse bergab nach Grono ging. Die Schlussauffahrt erfolgte ebenfalls über die Via Nadro, wobei sich das Ziel 2200 Meter später im höheren Santa Maria in Calanca befand. Insgesamt wies die Schlusssteigung dabei auf einer Länge von 6,4 Kilometer eine durchschnittliche Steigung von rund 9 % auf.
| Platz | Fahrer              | Nation | Team                            | Zeit                   |
| ----- | ------------------- | ------ | ------------------------------- | ---------------------- |
| 01.   | Oscar Onley         | GBR    | Team Picnic PostNL              | 4:33:28 h (40,28 km/h) |
| 02.   | João Almeida        | POR    | UAE Team Emirates-XRG           | "                      |
| 03.   | Felix Gall          | AUT    | Decathlon AG2R La Mondiale Team | + 0:23 min             |
| 04.   | Kévin Vauquelin     | FRA    | Arkéa-B&B Hotels                | + 0:57 min             |
| 05.   | Matthew Riccitello  | USA    | Israel-Premier Tech             | + 1:05 min             |
| 06.   | Ilan Van Wilder     | BEL    | Soudal Quick-Step               | + 1:14 min             |
| 07.   | Julian Alaphilippe  | FRA    | Tudor Pro Cycling Team          | + 1:22 min             |
| 08.   | Lennard Kämna       | GER    | Lidl-Trek                       | + 1:46 min             |
| 09.   | Felix Großschartner | AUT    | UAE Team Emirates-XRG           | + 2:25 min             |
| 10.   | George Bennett      | NZL    | Israel-Premier Tech             | + 2:46 min             |

| Platz | Fahrer             | Nation | Team                            | Zeit       |
| ----- | ------------------ | ------ | ------------------------------- | ---------- |
| 01.   | Kévin Vauquelin    | FRA    | Arkéa-B&B Hotels                | 20:12:10 h |
| 02.   | Julian Alaphilippe | FRA    | Tudor Pro Cycling Team          | + 0:29 min |
| 03.   | João Almeida       | POR    | UAE Team Emirates-XRG           | + 0:39 min |
| 04.   | Oscar Onley        | GBR    | Team Picnic PostNL              | + 1:21 min |
| 05.   | Lennard Kämna      | GER    | Lidl-Trek                       | + 1:44 min |
| 06.   | Ben O’Connor       | AUS    | Team Jayco AlUla                | + 2:16 min |
| 07.   | Felix Gall         | AUT    | Decathlon AG2R La Mondiale Team | + 2:20 min |
| 08.   | Pablo Castrillo    | ESP    | Movistar Team                   | + 2:40 min |
| 09.   | Matthew Riccitello | USA    | Israel-Premier Tech             | + 3:08 min |
| 10.   | Ilan Van Wilder    | BEL    | Soudal Quick-Step               | + 3:17 min |

### Etappe 6: Chur – Neuhausen am Rheinfall (186,7 km)
Die sechste Etappe führte die Fahrer von Chur aus den Alpen heraus ins nördliche Neuhausen am Rheinfall. Die ersten Kilometer führten flach nach Maienfeld, ehe es über den nicht-kategorisierten St. Luzisteig nach Liechtenstein ging. Der Zwergstaat wurde jedoch kurz darauf wieder verlassen und die Strecke führte über Buchs nach Grabs, wo die Auffahrt nach Wildhaus (1080 m) erfolgte. Dieser rund zehn Kilometer lange Anstieg galt als Bergwertung der 2. Kategorie und wurde nach 52,7 Kilometern überquert. Nach einer kürzeren Abfahrt folgten die Fahrer der Thur stromabwärts nach Nesslau, wo die Strasse erneut zu steigen beginnt und nach Hemberg (1102 m) führt. Hier wurde nach 75,4 Kilometern eine Bergwertung der 3. Kategorie abgenommen. Nun ging es bergab nach Neckertal und weiter über Mosnang nach Wil, ehe kurz darauf der Zwischensprint bei Kilometer 129,2 in Lommis erfolgte. Wenig später wurde nach 151,2 Kilometern der Tissot Kilometer zwischen Müllheim und Pfyn ausgefahren. Die letzten Kilometer führten flach nach Neuhausen am Rheinfall, wo im Finale der Rhein überquert wurde.
| Platz | Fahrer           | Nation | Team                            | Zeit                   |
| ----- | ---------------- | ------ | ------------------------------- | ---------------------- |
| 01.   | Jordi Meeus      | BEL    | Red Bull-Bora-hansgrohe         | 4:10:24 h (44,47 km/h) |
| 02.   | Davide Ballerini | ITA    | XDS Astana Team                 | "                      |
| 03.   | Lewis Askey      | GBR    | Groupama-FDJ                    | "                      |
| 04.   | Madis Mihkels    | EST    | EF Education-EasyPost           | "                      |
| 05.   | Nicolò Buratti   | ITA    | Bahrain Victorious              | "                      |
| 06.   | Danny van Poppel | NED    | Red Bull-Bora-hansgrohe         | "                      |
| 07.   | Pavel Bittner    | CZE    | Team Picnic PostNL              | "                      |
| 08.   | Paul Lapeira     | FRA    | Decathlon AG2R La Mondiale Team | "                      |
| 09.   | Marius Mayrhofer | GER    | Tudor Pro Cycling Team          | "                      |
| 10.   | Stefano Oldani   | ITA    | Cofidis                         | "                      |

| Platz | Fahrer             | Nation | Team                            | Zeit       |
| ----- | ------------------ | ------ | ------------------------------- | ---------- |
| 01.   | Kévin Vauquelin    | FRA    | Arkéa-B&B Hotels                | 24:22:10 h |
| 02.   | Julian Alaphilippe | FRA    | Tudor Pro Cycling Team          | + 0:29 min |
| 03.   | João Almeida       | POR    | UAE Team Emirates-XRG           | + 0:39 min |
| 04.   | Oscar Onley        | GBR    | Team Picnic PostNL              | + 1:21 min |
| 05.   | Lennard Kämna      | GER    | Lidl-Trek                       | + 1:44 min |
| 06.   | Ben O’Connor       | AUS    | Team Jayco AlUla                | + 2:16 min |
| 07.   | Felix Gall         | AUT    | Decathlon AG2R La Mondiale Team | + 2:20 min |
| 08.   | Pablo Castrillo    | ESP    | Movistar Team                   | + 2:40 min |
| 09.   | Matthew Riccitello | USA    | Israel-Premier Tech             | + 3:08 min |
| 10.   | Ilan Van Wilder    | BEL    | Soudal Quick-Step               | + 3:17 min |

### Etappe 7: Neuhausen am Rheinfall – Emmetten (207,3 km)
Die siebte Etappe führte von Neuhausen am Rheinfall nach Emmetten, wo eine Bergankunft auf einer Höhe von 760 Metern stattfand. Die ersten 100 Kilometer verliefen auf leicht hügeligem Terrain und beinhalteten keine grossen Herausforderungen. Die Strecke führte dabei durch Neunforn, Elgg, Turbenthal, und entlang der Töss und Jona nach Wald. Im Osten ging es nun vorbei am Zürichsee, ehe die Strasse am Südufer Altendorf bei Lachen zum ersten Mal länger zu steigen begann. Auf der Etzelstrasse ging es nun zur Bergwertung von Schwändi (690 m), die als 2. Kategorie nach 112,1 Kilometern passiert wurde. Auf der weiteren Fahrt über Schindellegi nach Rothenthurm stieg die Strasse jedoch weiterhin leicht an. In diesem Abschnitt wurde nach 124 Kilometern der Tissot Kilometer ausgefahren. Nach einer längeren Abfahrt ging es von Goldau am Südufer des Zugersee nach Küssnacht, ehe die Strecke über Luzern und Hergiswil nach Stansstad führte. Hier begann die Auffahrt auf den Bürgenstock, der auf einer Länge von 5,8 Kilometern mit 7,6 % anstieg. Am höchsten Punkt wurde 17,1 Kilometer vor dem Ziel eine Bergwertung der 2. Kategorie abgenommen, bevor es bergab nach Ennetbürgen ging. Dem Südufer des Vierwaldstättersees entlang führten die letzten zehn Kilometer zunächst nach Beckenried, wo die Strasse rund vier Kilometer vor dem Ziel erneut zu steigen begann und mit 9 % nach Emmetten führte. Im Ziel wurde eine Bergwertung der 3. Kategorie abgenommen.
| Platz | Fahrer              | Nation | Team                            | Zeit                   |
| ----- | ------------------- | ------ | ------------------------------- | ---------------------- |
| 01.   | João Almeida        | POR    | UAE Team Emirates-XRG           | 4:38:25 h (44,67 km/h) |
| 02.   | Oscar Onley         | GBR    | Team Picnic PostNL              | "                      |
| 03.   | Kévin Vauquelin     | FRA    | Arkéa-B&B Hotels                | "                      |
| 04.   | Felix Gall          | AUT    | Decathlon AG2R La Mondiale Team | + 0:04 min             |
| 05.   | Julian Alaphilippe  | FRA    | Tudor Pro Cycling Team          | + 0:08 min             |
| 06.   | Felix Großschartner | AUT    | UAE Team Emirates-XRG           | + 1:07 min             |
| 07.   | Joseph Blackmore    | GBR    | Israel-Premier Tech             | + 1:09 min             |
| 08.   | Ilan Van Wilder     | BEL    | Soudal Quick-Step               | "                      |
| 09.   | Clément Champoussin | FRA    | XDS Astana Team                 | "                      |
| 10.   | Lennard Kämna       | GER    | Lidl-Trek                       | + 1:11 min             |

| Platz | Fahrer              | Nation | Team                            | Zeit       |
| ----- | ------------------- | ------ | ------------------------------- | ---------- |
| 01.   | Kévin Vauquelin     | FRA    | Arkéa-B&B Hotels                | 29:00:55 h |
| 02.   | João Almeida        | POR    | UAE Team Emirates-XRG           | + 0:33 min |
| 03.   | Julian Alaphilippe  | FRA    | Tudor Pro Cycling Team          | + 0:41 min |
| 04.   | Oscar Onley         | GBR    | Team Picnic PostNL              | + 1:19 min |
| 05.   | Felix Gall          | AUT    | Decathlon AG2R La Mondiale Team | + 2:28 min |
| 06.   | Lennard Kämna       | GER    | Lidl-Trek                       | + 2:59 min |
| 07.   | Ben O’Connor        | AUS    | Team Jayco AlUla                | + 3:34 min |
| 08.   | Pablo Castrillo     | ESP    | Movistar Team                   | + 4:27 min |
| 09.   | Ilan Van Wilder     | BEL    | Soudal Quick-Step               | + 4:30 min |
| 10.   | Clément Champoussin | FRA    | XDS Astana Team                 | + 6:07 min |

### Etappe 8: Beckenried – Stockhütte (10,1 km)
Die achte und letzte Etappe wurde wie im Vorjahr im Rahmen eines Bergzeitfahrens ausgetragen. Als Startort diente Beckenried, ehe das Ziel bei der Stockhütte auf einer Höhe von 1272 Metern erreicht wurde. Die Strecke führte zunächst nach Emmetten, wo bei Kilometer 4,6 in einem kurzen Flachstück die einzige Zwischenzeit genommen wurde. Auf den letzten 5,5 Kilometern nahmen die Steigungsprozente im Anschluss wieder deutlich zu und lagen meist über der 10%-Marke. Insgesamt wies der 10,1 Kilometer lange Anstieg eine durchschnittliche Steigung von rund 8 % auf.
| Platz | Fahrer            | Nation | Team                            | Zeit                   |
| ----- | ----------------- | ------ | ------------------------------- | ---------------------- |
| 01.   | João Almeida      | POR    | UAE Team Emirates-XRG           | 27:33 min (22,00 km/h) |
| 02.   | Felix Gall        | AUT    | Decathlon AG2R La Mondiale Team | + 0:25 min             |
| 03.   | Oscar Onley       | GBR    | Team Picnic PostNL              | + 1:12 min             |
| 04.   | Kévin Vauquelin   | FRA    | Arkéa-B&B Hotels                | + 1:40 min             |
| 05.   | Harrison Sweeny   | AUS    | EF Education-EasyPost           | + 1:54 min             |
| 06.   | Alexander Wlassow | RUS    | Red Bull-Bora-hansgrohe         | + 2:04 min             |
| 07.   | Ben O’Connor      | AUS    | Team Jayco AlUla                | + 2:07 min             |
| 08.   | William Barta     | USA    | Movistar Team                   | + 2:13 min             |
| 09.   | Finlay Pickering  | GBR    | Bahrain Victorious              | + 2:14 min             |
| 10.   | Ilan Van Wilder   | BEL    | Soudal Quick-Step               | + 2:19 min             |

| Platz | Fahrer              | Nation | Team                            | Zeit       |
| ----- | ------------------- | ------ | ------------------------------- | ---------- |
| 01.   | João Almeida        | POR    | UAE Team Emirates-XRG           | 29:29:01 h |
| 02.   | Kévin Vauquelin     | FRA    | Arkéa-B&B Hotels                | + 1:07 min |
| 03.   | Oscar Onley         | GBR    | Team Picnic PostNL              | + 1:58 min |
| 04.   | Felix Gall          | AUT    | Decathlon AG2R La Mondiale Team | + 2:20 min |
| 05.   | Julian Alaphilippe  | FRA    | Tudor Pro Cycling Team          | + 3:57 min |
| 06.   | Lennard Kämna       | GER    | Lidl-Trek                       | + 4:52 min |
| 07.   | Ben O’Connor        | AUS    | Team Jayco AlUla                | + 5:08 min |
| 08.   | Ilan Van Wilder     | BEL    | Soudal Quick-Step               | + 6:16 min |
| 09.   | Pablo Castrillo     | ESP    | Movistar Team                   | + 6:41 min |
| 10.   | Clément Champoussin | FRA    | XDS Astana Team                 | + 8:30 min |

## Vergabe der UCI-Punkte
Die Tour de Suisse ist Teil der UCI WorldTour 2025. Während des Rennens wurden UCI-Punkte vergeben, die sich auf die Platzierung der Fahrer und Mannschaften im UCI-Ranking auswirkten. Die Punktevergabe erfolgte nach folgendem Schlüssel:
| Platzierung    | 1.  | 2.  | 3.  | 4.  | 5.  | 6.  | 7.  | 8.  | 9.  | 10. | Anmerkung                               |
| -------------- | --- | --- | --- | --- | --- | --- | --- | --- | --- | --- | --------------------------------------- |
| Gesamtwertung  | 500 | 400 | 325 | 275 | 225 | 175 | 150 | 125 | 100 | 85  | gestaffelt bis zum 60. Platz (3 Punkte) |
| Punktewertung  | 10  | —   | —   | —   | —   | —   | —   | —   | —   | —   |                                         |
| Bergwertung    | 10  | —   | —   | —   | —   | —   | —   | —   | —   | —   |                                         |
| Etappenwertung | 60  | 40  | 30  | 25  | 20  | 15  | 10  | 8   | 5   | 2   |                                         |
| Führung        | 10  | —   | —   | —   | —   | —   | —   | —   | —   | —   | Gesamtführender nach jeder Etappe       |

## Wertungen im Verlauf
| Etappe         | Etappensieger     | Gesamtwertung   | Sprintwertung   | Bergwertung       | Nachwuchswertung | Teamwertung             |
| -------------- | ----------------- | --------------- | --------------- | ----------------- | ---------------- | ----------------------- |
| 1              | Romain Grégoire   | Romain Grégoire | Romain Grégoire | Felix Engelhardt  | Romain Grégoire  | Team Visma-Lease a Bike |
| 2              | Vincenzo Albanese | Romain Grégoire | Romain Grégoire | Felix Engelhardt  | Romain Grégoire  | Team Visma-Lease a Bike |
| 3              | Quinn Simmons     | Romain Grégoire | Romain Grégoire | Felix Engelhardt  | Romain Grégoire  | Movistar Team           |
| 4              | João Almeida      | Romain Grégoire | João Almeida    | Felix Engelhardt  | Romain Grégoire  | Israel-Premier Tech     |
| 5              | Oscar Onley       | Kévin Vauquelin | João Almeida    | Alexander Wlassow | Kévin Vauquelin  | Israel-Premier Tech     |
| 6              | Jordi Meeus       | Kévin Vauquelin | João Almeida    | Alexander Wlassow | Kévin Vauquelin  | Israel-Premier Tech     |
| 7              | João Almeida      | Kévin Vauquelin | João Almeida    | Alexander Wlassow | Kévin Vauquelin  | Israel-Premier Tech     |
| 8              | João Almeida      | João Almeida    | João Almeida    | Alexander Wlassow | Kévin Vauquelin  | Israel-Premier Tech     |
| Wertungssieger | Wertungssieger    | João Almeida    | João Almeida    | Alexander Wlassow | Kévin Vauquelin  | Israel-Premier Tech     |

## Fussnoten
1. ↑  Gedenkstätte für Gino Mäder eingeweiht. In: srf.ch. 19. Juni 2025, abgerufen am 19. Juni 2025.
2. ↑  Grégoire rauscht in Regenschlacht von Küssnacht zum Auftaktsieg | radsport-news.com. Abgerufen am 15. Juni 2025.
3. ↑  Albanese gewinnt 2. Etappe der Tour de Suisse im Sprint | radsport-news.com. Abgerufen am 16. Juni 2025.
4. ↑  Simmons fliegt zum Solo-Sieg und widmet ihn Gino Mäder | radsport-news.com. Abgerufen am 17. Juni 2025.
5. ↑  Almeida fährt am Splügenpass allen davon | radsport-news.com. Abgerufen am 22. Juni 2025.
6. ↑  Onley schlägt Almeida, Vauquelin übernimmt das Gelbe Trikot | radsport-news.com. Abgerufen am 22. Juni 2025.
7. ↑  Van Poppel lanciert Meeus am Rheinfall an allen vorbei | radsport-news.com. Abgerufen am 22. Juni 2025.
8. ↑  Almeida schlägt Vauquelin, macht aber nur sechs Sekunden gut | radsport-news.com. Abgerufen am 22. Juni 2025.
9. ↑  Almeida zieht mit Zeitfahrsieg noch an Vauquelin vorbei | radsport-news.com. Abgerufen am 22. Juni 2025.
10. ↑  1. Etappe. 30. November 2023, abgerufen am 5. Juni 2025 (deutsch).
11. ↑  2. Etappe. 14. Dezember 2023, abgerufen am 5. Juni 2025 (deutsch).
12. ↑  3. Etappe. 14. Dezember 2023, abgerufen am 5. Juni 2025 (deutsch).
13. ↑  4. Etappe. 14. Dezember 2023, abgerufen am 5. Juni 2025 (deutsch).
14. ↑  5. Etappe. 14. Dezember 2023, abgerufen am 5. Juni 2025 (deutsch).
15. ↑  6. Etappe. 14. Dezember 2023, abgerufen am 6. Juni 2025 (deutsch).
16. ↑  7. Etappe. 14. Dezember 2023, abgerufen am 6. Juni 2025 (deutsch).
17. ↑  8. Etappe. 14. Dezember 2023, abgerufen am 6. Juni 2025 (deutsch).
18. ↑  The Inner Ring: The Inner Ring | UCI Points And Rankings Tables. 22. Januar 2025, abgerufen am 6. Juni 2025 (amerikanisches Englisch).